# Rachel, Jack és Ashley Too
A Rachel, Jack és Ashley Too a Fekete tükör című brit sci-fi sorozat huszonkettedik epizódja, amit a sorozat showrunnere, Charlie Brooker írt és Anne Sewitsky rendezett. 2019. június 5-én mutatta be a Netflix, az ötödik évad többi részével egyszerre.
A történet főszereplője az ismert énekesnő, Ashley O, akinek a kreativitását és az életét is nagymértékben kontrollálja nagynénje, valamint egy testvérpár, Rachel és Jack, akik nemrég vesztették el az anyjukat. Rachel egy nap kap egy Ashley Too nevű játékfigurát, amelybe Ashley O tudatának másolatát töltötték. A cselekmény alapjául egy elvetett szitkom-forgatókönyv szolgált, amelyben egy punkzenekar tagjait kivégzik, majd miután varázslatos módon visszatérnek az életbe, azt tapasztalják, hogy a menedzserük hasznot húz a halálukból. Továbbá inspirációt merített abból a trendből, hogy halott énekesek hologramként térnek vissza a színpadra.
A forgatás öt hét alatt zajlott Fokvárosban. Két betétdalt énekel benne az Ashley O-t alakító Miley Cyrus ("On A Roll" és "Right Where I Belong"), mindkettő Nine Inch Nails-dalok átirata. A kritikák könnyedebb hangvételűnek tartották, mint a korábbi részek többségét, mely áthallásokat tartalmaz Cyrus saját életére és a modern zeneipar működésére. Cyrus színészi alakításával kapcsolatosan pozitív kritikák születtek, de az epizód egyszerű felépítése, a forgatókönyv gyengesége, és Rachel karakterének ábrázolása negatív kritikákat is hagyott maga után.

## Cselekmény
Rachel Goggins és nővére, Jack az apjukkal élnek, miután félárván maradtak az anyjuk halála után. Tizenötödik születésnapjára Rachel megkapja Ashley Too-t, ami egy apró méretű, mesterséges intelligenciával felruházott robot-baba, mely az énekes-szupersztár Ashley O karakterét utánozza. Jack bosszúságára Rachel úgy kezeli a figurát, mintha a barátja lenne, bár Ashley Too megdícséri Jacket is, amiért tehetségesen basszusgitározik. A bátorítására indul el az iskolai tehetségkutató versenyen is, ahol Ashley O egyik slágerére, az "On A Roll"-ra ad elő egy koreográfiát. Miután megcsúszik és leesik egy székről, idő előtt távozik a színpadról, megszégyenülten. Jack ezért elrejti Ashley Too-t a testvére elől, azt hazudva, hogy kidobta, mire Rachel megvádolja nővérét, hogy el akarja nyomni a kreativitását.
Eközben, mint kiderül, Ashley O elégedetlen az életével, és főleg azzal a zenei stílussal, amibe belekényszerítik őt, mert ő szívesebben lenne inkább rockzenész. Elkezd keményebb dalokat írni, és nem hajlandó bevenni a gyógyszereket, amelyekkel a nagynénje és menedzsere, Catherine, a tudtán kívül kábítja őt. Amikor Catherine ezt megtudja, más taktikát választ: lényegében megmérgezi az ételébe csempészett szerekkel, amitől kómába esik. A hírekben ételallergiára hivatkoznak, Jack ezt hallván visszaadja Ashley Too-t Rachelnek, akit viszont úgy tűnik, már nem érdekel.
Hat hónappal később Ashley Too magától visszakapcsol, miután lát egy hírt a kómában lévő Ashley O-ról és a kezeléséről. Miután szemmel láthatóan meghibásodott, Jack megpróbálja az apja, Kevin rágcsálóirtó vállalkozásának a számítógépe segítségével megjavítani, melynek során kikapcsol egy beépített korlátozó chipet. Ashley Too viselkedése ekkor megváltozik: közli, hogy ő nem más, mint Ashley O személyiségének teljes körű másolata, és mivel már nem korlátozza semmi, teljesen önmaga lehet. Meggyőzi Rachelt és Jacket, hogy törjenek be a nagynénje házába, hogy bizonyítékokat gyűjtsenek a bűneiről. Jack odavezeti őket a rágcsálóirtós furgonnal, majd Rachel becsempészi Ashley Too-t a házba, ahol megtalálják a kómában fekvő Ashley O-t (nagynénje az állapotát kihasználva egy berendezés segítségével még kómában is dolgoztatja az agyát, hogy újabb dalokat írjon). Kiderül, hogy Ashley Too igazából meg akarja ölni Ashley O-t, hogy véget vessen a szenvedéseinek, de a terv visszafelé sül el, mert amikor lekapcsolja a létfenntartó berendezést, a lány éppen hogy magához tér. Beindul a riasztó, és Catherine két embere támad rájuk, akik sikeresen leszerelik őket, majd megszöktetik Ashley O-t.
Mint kiderül, épp ezekben a percekben készül bemutatni Catherine a nagyvilág előtt Örök Ashley-t, ami nem más, mint egy hologram, ami úgy énekel és táncol, mint az igazi, ráadásul a mérete változtatható és egyszerre több helyen is jelen lehet. A lányok egyenesen oda hajtanak, miközben egy rendőr üldözőbe veszi őket, mert átmentek egy piroson. Áttörnek a hely backstage-én, majd a közönség és Catherine legnagyobb döbbenetére a színpadon állnak meg, az autóból pedig kiszáll Ashley O.
A záró képsorokban Ashley O már mint rockzenész látható, aki Jackkel közösen zenél és adja elő a "Head Like A Hole" című Nine Inch Nails-számot. Rachel és Ashley Too nézik, miközben Kevin a csapossal beszélget, két régi rajongó, akik szerint ez borzalmas, pedig távozik.

## Szereplők
| Szerep                | Színész                | Magyar hang     |
| --------------------- | ---------------------- | --------------- |
| Ashley O / Ashley Too | Miley Cyrus            | Berkes Boglárka |
| Rachel Goggins        | Angourie Rice          | Pekár Adrienn   |
| Jack Goggins          | Madison Davenport      | Hermann Lilla   |
| Catherine Ortiz       | Susan Pourfar          | Törtei Tünde    |
| Kevin Goggins         | Marc Menchaca          | Dózsa Zoltán    |
| Busy G                | Jerah Milligan         | Gacsal Ádám     |
| Bear                  | Daniel Stewart Sherman | Törköly Levente |
| Habanero              | James III              | Szalay Csongor  |
| Dr. Munk              | Nicholas Pauling       | Bordás János    |

## Az epizód készítése
A forgatókönyvet Charlie Brooker írta, méghozzá egy évekkel korábbi, elvetett szitkom-ötlet alapján. Ebben egy 1977-es punkbandát halálra ítélnek egy konzervatív miniszter lépéseinek hatására, és bár ki is végzik őket, visszatérnek az életbe, és azt látják, hogy a menedzserük hasznot húz a halálukból. Ugyancsak inspirációt szolgáltatott a halott énekesek hologramként a színpadon való szerepeltetése, mint Prince, Whitney Houston, vagy Amy Winehouse. Brooker a hologramok használatát borzalmasnak találta, felhívva a figyelmet, hogy többen közülük tragikus körülmények közepette haltak meg. Az is az ihletforrások között szerepelt, hogy a mesterséges intelligencia segítségével lehetőség van bárkinek a stílusában új dalokat írni, illetve hogy emellett ezek remek virtuális asszisztensek is lehetnek. Egy fel nem használt ötlet szerint Catherine nem lett volna emberi lény, hanem egy android, illetve a rész végén varázsütésre eltűnt volna. Ezek helyett végül is annyi valósult meg, hogy belenézett a kamerába, és áttörte a negyedik falat, kiszólva a nézőkhöz.
Brooker eredetileg is Miley Cyrust szerette volna a főszerepre felkérni, vagy ha ő nem vállalja, akkor is legalább egy popsztárt, de nem gondolta volna, hogy végül igent mond. Mivel azonban Cyrus is nagy rajongója a műsornak, örömmel vállalta a szerepe t. Karakterét realisztikusnak találta abból a szempontból is, ahogy a popszakma kizsákmányolja az embereket, és hogy mindent a teljesítményen mérnek, nem a kreativitásban. Madison Davenport és Angourie Rice úgy lettek kiválasztva, hogy csak annyit tudtak, hogy melyik sorozatban fognak szerepelni, de azt nem tudták, hogy mi is lesz pontosan a szerepük.
Annabel Jones producer szerint a történet arról szól, hogyan próbál egy előadóművész rátalálni saját magára és kitörni a piaci gépezetből. Ahogy az epizód haladt előre, úgy vált egyre szarkasztikusabbá és szatirikusabbá, Cyrus pedig ehhez tette hozzá a maga játékával a karakter sérülékenységét. Ő maga is arról vallott, hogy számos párhuzam fedezhető fel közte és Ashley O között, de az ő szülei olyan menedzserek voltak, akik Catherine-nel ellentétben figyeltek az ő egyéni szükségleteire is. Az általa elmondottak egy részét beépítették a forgatókönyvbe is, például Catherine epizód végi beszédébe Örök Ashley kapcsán, amikor azt fejtegette, hogy az idősebb közönség nem akarja mindenáron telefonnal rögzíteni a látottakat, hanem csak rá figyel.
Pénzügyi okokból a forgatás Fokvárosban zajlott, öt héten át, heti hat napon. Mivel Cyrus távol volt a családjától és a barátaitól, könnyen bele tudta magát helyezni az elszigetelt Ashley O szerepébe. Ezenkívül saját személyes tragédiáját is belevitte a játékába: aznap, amikor azt a jelenetet forgatták, hogy a kómából kihozott Ashley O-t kimenti Rachel és Jack, tudta meg, hogy a háza odaveszett a kaliforniai erdőtűzben.
Az Ashley Too figura mozgatása részben CGI segítségével történt, részben pedig bábosok mozgatásával. Még így is voltak jelenetek, amelyeket zöld háttér előtt kellett felvenni, amibe a figurát utóbb rakták be.
A dalok, amiket Ashley O énekel, Nine Inch Nails-számok átiratai. A "Head Like A Hole"-ból lett az "On A Roll", a "Right Where It Belongs"-ból pedig a "Right Where I Belong". Egy harmadik szám, a "Hurt" is át lett írva, "Flirt" címmel, de végül nem került az epizódba.  Ehhez külön kikérték Trent Reznor engedélyét, aki szintén a sorozat nagy rajongója, és írótársa, Atticus Ross már a "Krokodil" című epizód kapcsán is együtt dolgozott a stábbal. Az átírt dalszövegeket csodálatosan abszurdnak és nagyon viccesnek nevezte.
Az epizód utóéletéhez tartozik, hogy később párhuzamot vontak Britney Spears gyámság alól való felszabadulásával, ugyanis az énekesnő 2021-ben nagyon hasonló dolgokról számolt be, amik vele történtek, mint amik az epizódban is szerepeltek. Ugyancsak hasonlóságok voltak felfedezhetők Kesha és producere, Dr. Luke kapcsolatában.

## Forráshivatkozások
1. ↑  June 05, James Hibberd: 'Black Mirror' producers on that Miley Cyrus episode and a creepy real-life pop star trend (angol nyelven). EW.com. (Hozzáférés: 2023. július 27.)
2. ↑  Staff, Wrap: 'Black Mirror' Showrunners on Landing Miley Cyrus - and if They'll Release Ashley O's Songs (Video) (amerikai angol nyelven). TheWrap, 2019. június 10. (Hozzáférés: 2023. július 27.)
3. ↑  Pelley, Rich. „Miley Cyrus: 'Black Mirror portrays the exploitation of artists'”, The Guardian, 2019. június 1. (Hozzáférés: 2023. július 27.) (brit angol nyelvű)
4. ↑  Malkin, Marc: Listen: Miley Cyrus on ‘Black Mirror,’ Getting Sober and Her Love of Britney Spears (amerikai angol nyelven). Variety, 2020. június 23. (Hozzáférés: 2023. július 27.)
5. ↑  Ivie, Devon: Black Mirror’s Madison Davenport and Angourie Rice on Working With a Diva Robot (amerikai angol nyelven). Vulture, 2019. június 11. (Hozzáférés: 2023. július 27.)
6. 1 2  Grow, Kory: Trent Reznor on 'Watchmen' Soundtrack, Nine Inch Nails' 'Pretty Hate Machine' Turning 30 (amerikai angol nyelven). Rolling Stone, 2019. november 5. (Hozzáférés: 2023. július 27.)
7. ↑  Britney Spears testimony compared to ‘haunting’ Miley Cyrus Black Mirror episode (angol nyelven). The Independent, 2021. június 26. (Hozzáférés: 2023. július 27.)
8. ↑  Robertson, Adi: In “Rachel, Jack and Ashley Too,” Black Mirror does teen comedy (amerikai angol nyelven). The Verge, 2019. június 7. (Hozzáférés: 2023. július 27.)

## Fordítás
Ez a szócikk részben vagy egészben  a   Rachel, Jack and Ashley Too című angol Wikipédia-szócikk ezen változatának fordításán alapul.  Az eredeti cikk szerkesztőit annak laptörténete sorolja fel. Ez a jelzés csupán a megfogalmazás eredetét és a szerzői jogokat jelzi, nem szolgál a cikkben szereplő információk forrásmegjelöléseként.